# Corona de lágrimas
 (срп. Круна од суза) мексичка је теленовела, продукцијске куће Телевиса, снимана током 2012. и 2013.

## Синопсис
Када Рефухио и њена три сина - Патрисио, Едмундо и Игнасио бивају избачени из свог дома, игром судбине долазе у мексичку престоницу, где започињу нови живот.
Пролази осамнаест година и породица је стационирана у малом стану. Рефухио има скроман посао и иако је муче проблеми са видом, не хаје за своје здравље, не би ли задовољила потребе својих синова. Патрисио студа право и сања о лагодној будућности; Едмунду одлично иду студије медицине, иако је неодговоран, док је Игнасио завршио само средњу школу и ради у механичарској радионици, јер помаже мами да плати трошкове домаћинства и студије за браћу.
Патрисио се упушта у везу са Лусеро, ћерком Хулијете, жене која је њега и његову породицу примила када су дошли у град. Међутим, раскида са Лусеро када упозна Олгу, чије га богатство заслепљује и доводи до тога да се стиди своје породице, лаже о свом пореклу и што је најгоре - одрекне се мајке. Олга полако схвата да је дечко лаже, због чега га шпијунира и открива да живи веома скромно. Међутим, он смишља нову лаж - говори јој да је Рефухио његова дадиља коју мора да чува јер има менталних проблема, а девојка је одушевљена његовом хуманошћу. Касније, Едмундо почиње да се удвара Лусеро, чиме несвесно повређује Игнасија, који је тајно заљубљен у њу. Истовремено, Рефухио се узалудно труди да докаже Патрисију да никад неће бити срећан са Олгом.
Олга тражи од свог оца, адвоката Ромула Ансире, да запосли Патрисија у својој канцеларији. Уморан од хировитих кћеркиних захтева, он то и чини, а млади пар ускоро објављује веридбу. Патрисио се потпуно удаљава од мајке и браће, а када Рефухио покуша да се приближи Олги не би ли повратила синовљеву наклоност, једино на шта наилази су понижења. Нешто касније, Патрисио сазнаје да није син Едмундовог и Игнасиовог оца, па оптужује мајку да је била неверна и захтева од ње да му се више не приближава.
Рефухио због тога пада у тешку депресију, због које не само да губи посао, већ се њено здравствено стање још више погоршава. Ни Едмундо ни Игнасио не могу да је утеше, али одлучни су да јој помогну да крене напред - Едмундо тражи начин да лако заради новац путем илегалног посла, док се Игнасио задужује. Едмундо убрзо завршава у затвору, а ситуација постаје озбиљнија када Игнасио пита Патрисија да буде његов законски заступник, а он то одбије.
Са друге стране, брачни живот Олге и Патрисија права је катастрофа, луксузни свет у коме је најстарији Рефухијин син живео се руши.
Патрисио сазнаје праву истину о свом пореклу и напорима које је Рефухио улагала да га изведе на прави пут, упркос свим недаћама. Животни неуспеси убили су ароганцију у њему, па моли мајку за опроштај и пристаје да пред законом брани свог брата, желећи да поврати породичну хармонију…

## Ликови
- Рефухио Ћаверо (Викторија Руфо) - Пожртвована мајка која постаје звер када је у питању одбрана своје деце. Има веома посебну наклоност према свом најстаријем сину Патрисију, који јој је био једина подршка када је била суочена са презиром супруга.
- Патрисио Ћаверо (Алехандро Нонес) - Интелигентан, шармантан и добар студент, али претерано тежи ка савршенству, која је убрзо постала мржња према сиромаштву. Студира право и сања о светлој будућности за себе, без обзира на све.
- Едмундо Ћаверо (Хосе Марија Торе) - Весео, интелигентан и живахан момак, који ће ако нешто замисли то и урадити. Студира медицину, а упркос томе што има знања и као студент је веома добар, хировит је и агресиван, што га доводи до занемаривања студија па се упушта у прљаве послове.
- Игнасио „Наћо“ Ћаверо (Мане де ла Пара) - Најмлађи Рефухијин син и најближи јој по карактеру, несебичан и веран. Тврдоглав, паметан, једноставан и усмерен у своје предрасуде, Игнасио је од мајке наследио племенито срце и способност да брани своје вољене. Ради као механичар у радионици, како би помогао својој мајци око породичних трошкова. Његова главна слабост је недостатак културе и едукованости.
- Олга Ансира (Адријана Лувијер) - Богата и хировита девојка, темпераментна, живахна и опсесивна. Ромулова и Мерседесина ћерка јединица. Њен отац никада није имао времена за њу, па чак је покушава избегавати. Њена мајка је, међутим, воли и осећа кривицу за њен темперамент. Јесте себична и охола, али се не може сматрати негативком, јер је ипак жртва околности у којима је одрасла.
- Лусеро Васкез (Африка Савала) - Лепа, помало наивна и нежна девојка. Ћерка јединица, Рефухијине добре пријатељице Хулије. Као дете живела је са Рефухијином децом, који су код њих становали неколико месеци, након тога је свака породица имала свој дом у различитим зградама. Од детињства је заљубљена у Патрисија, и не замишља своју будућност поред никог другог.
- Флор Ескутиа (Марта Хулија) - Препредена Ромулова љубавница, лепа, образована и окрутна жена. Власница је музеја.

## Глумачка постава

### Главне улоге
| Глумац:          | Улога:                |
| ---------------- | --------------------- |
| Викторија Руфо   | Рефухио Ћаверо        |
| Алехандро Нонес  | Патрисио Ћаверо       |
| Хосе Марија Торе | Едмундо Ћаверо        |
| Мане де ла Пара  | Игнасио „Наћо“ Ћаверо |

### Споредне улоге
| Глумац:                | Улога:                |
| ---------------------- | --------------------- |
| Марибел Гуардија       | Хулијета Васкез       |
| Ернесто Лагвардија     | Ромуло                |
| Адријана Лувијер       | Олга Ансила           |
| Африка Савала          | Лусеро Васкез         |
| Марта Хулија           | Флор Ескутиа          |
| Аксел Рико             | Паулино „Ел Поло“     |
| Лола Мерино            | Мерседес Ансира       |
| Ерика Гарсија          | Магдалена Риос        |
| Улисес де ла Торе      | Агустин Галиндо       |
| Касандра Санчес Наваро | Консуело Ћелито Дуран |
| Артуро Кармона         | Аполинар Пантоха      |
| Марилус Бермудес       | Касандра              |
| Фабиола Гвахардо       | Норма                 |
| Маурисио Гарсија Муела | Раул                  |
| Амаирани               | Наталија Нуњез        |
| Хавијер Руан           | дон Ислас Ракена      |
| Хуан Карлос Касасола   | Бенхамин Агилар       |
| Илитија Мансаниља      | Сандра Сервантес      |
| Елизабет Гундини       | Аурора Сервантес      |
| Росана Сан Хуан        | Каролина              |
| Алехандро Авила        | Балдомеро             |
| Хуан Пелаез            | Елисео                |

## Верзије
Круна од суза први пут је снимљена у продукцији Телевисе 1965. године, када ју је продуцирао Валентин Пимстејн, а насловне улоге имали су Пруденсија Грифел, Енрике дел Кастиљо, Хорхе Лават, Раул Мерас, Евита Муњос, Пилар Сен и Аурора Алварадо.